# María Inés Barría
María Inés Barría Cárcamo (Puerto Montt, 22 de noviembre de 1977) es una microbióloga chilena. Se ha dedicado a encontrar un tratamiento contra el virus Hanta de la cepa Andes.

## Biografía
María Inés Barría es licenciada en Ciencias Biológicas por la Pontificia Universidad Católica de Chile en 2001. Luego se doctoró en Ciencias mención Microbiología por la Universidad de Chile en 2009.
Realizó un posdoctorado en la Universidad de Pittsburgh, donde se especializó en el desarrollo de anticuerpos monoclonales. Posteriormente realizó estudios en el Icahn School of Medicine at Mount Sinai (ISMMS) del Hospital Monte Sinaí de Nueva York, donde trabajó en la evaluación de vacunas contra la influenza y el desarrollo de herramientas para el estudio de la infección por VIH. 
Desde el año 2014 se desempeña como académica e investigadora principal del laboratorio de inmunovirología en el Departamento de Microbiología de la Universidad de Concepción.
En 2019 fue nombrada hija ilustre de Puerto Montt.
Fue seleccionada en la categoría Ciencia dentro de las 100 Mujeres Líderes de 2020, una iniciativa de El Mercurio que reconoció a investigadoras cuyo trabajo conectó los laboratorios con las urgencias de la ciudadanía durante la pandemia.

## Investigación
Sus trabajos de investigación se centran en el ámbito de las enfermedades infecciosas, la inmunidad y el estudio de vacunas y desarrollo terapéuticos contra virus de interés para la salud humana, como el VHC, el VIH, la gripe y hantavirus, a nivel molecular e inmunológico.

### Virus hanta
Es una infección que transmiten los roedores a las personas y el subtipo de los Andes, es el único que se ha demostrado que también puede contagiarse entre personas. Esta infección da como resultado una condición extremadamente peligrosa conocida como síndrome cardiopulmonar por hantavirus (SCPH), que puede causar fiebre, dolor de cabeza, presión arterial baja e insuficiencia cardíaca y pulmonar, y que constituye una importante preocupación debido a sus altas tasas de mortalidad.
La estrategia de la investigación de Barría es clonar anticuerpos del sistema inmune de personas que sobrevivieron al virus, para crear una vacuna capaz de detenerlo en el tercio de los pacientes que no lo resisten. Para esto, la investigación ha usado hámsteres, donde el experimento demostró que los anticuerpos son capaces de bloquear la infección y, por provenir de humanos, tienen el potencial de ser usados en pacientes sin que sus organismos los rechacen.
A pesar de que logró crear una vacuna altamente eficiente para prevenir la enfermedad, el problema más grande es la falta de financiamiento para un desarrollo a gran escala.

### Covid-19
En 2020 y el marco de la pandemia de coronavirus en Chile, su investigación denominada “Estudio longitudinal de la respuesta inmune durante la infección por Sars-CoV-2 y su etapa de convalecencia” se adjudicó un Fondo de Investigación Científica Covid-19 del MICITEC. El trabajo propuesto busca estudiar la inmunidad de pacientes infectados por el virus a lo largo de la enfermedad.